# Приворотень
Приворотень (Alchemilla) — рід багаторічних трав'янистих рослин родини розові (Rosaceae). Рід містить 800 видів, які поширені у Євразії, Африці, Америці, Австралії.

## Таксономія й етимологія
У таксономії, ботанічний рід приворотень є дуже сплутаний. Деякі ботаніки вважають що типовий вид Alchemilla vulgaris L. названий у 1793 році Карлом Ліннеєм — «приворотень звичайний», в дійсності містив багато інших видів, які тепер визнаються як окремі роди. Ці ботаніки тепер користуються назвою Alchemilla vulgaris aggr., в розумінні агрегат багатьох інших видів.
Українська назва утворена від слова вертати; назва зумовлена приписуваною здатністю приворотня, пижмо та деяких інших рослин повертати щось втрачене — близьку людину, дівоцтво, корові молоко тощо. Латинська назва походить від терміна алхімія й означає «маленький алхімік». Алхіміки використовували для своїх дослідів краплі гутату на листках.

## Морфологічна характеристика
Це багаторічні (рідше однорічні) трави з дерев'янистим кореневищем. Стебла від лежачих до прямовисних. Листки з прилистками, довгочерешкові; листкова пластинка проста, ± округла, край лопатевий, пальчастий чи пальчасто розділений. Суцвіття — зазвичай щільні щитки, рідше нещільні суцвіття чи одна квітка. Квітки дуже дрібні, двостатеві. Чашолистків 4 (або 5). Пелюстки відсутні. Плід — сім'янка. x = 8.

## Види приворотня в Україні
Деякі види які поширені в Україні:
- Alchemilla alpestris F.W.Schmidt — приворотень альпійський
- Alchemilla babiogorensis Pawł. — приворотень баб'єгірський
- Alchemilla baltica Sam. ex Juz. — приворотень прибалтійський
- Alchemilla brevidens Alech. — приворотень короткозубчастий
- Alchemilla braun-blanquetii Pawł. — приворотень Браун-Блянке
- Alchemilla bucovinensis Sytschak — приворотень буковинський
- Alchemilla camptopoda Juz. — приворотень зігнуточерешковий
- Alchemilla crebridens Juz. — приворотень густозубий
- Alchemilla cymatophylla Juz. — приворотень хвилястолистий
- Alchemilla deylii Plocek — приворотень Дейла
- Alchemilla exuens Juz. — приворотень скидальний
- Alchemilla firma Buser — приворотень міцний
- Alchemilla glabricaulis Lindb. fil. — приворотень голостеблий
- Alchemilla glaucescens Wallr. — приворотень сизуватий
- Alchemilla gracilis Opiz — приворотень стрункий
- Alchemilla hebescens Juz. — приворотень притуплений
- Alchemilla hoverlensis M. Pawlus et O. Lovelius — приворотень говерлянський
- Alchemilla imberbis Juz. — приворотень безбородий
- Alchemilla incisa Buser — приворотень надрізаний
- Alchemilla flabellata Bus. — приворотень віяловий
- Alchemilla lithophila Juz. — приворотень каменелюбний
- Alchemilla micans Buser — приворотень блискучий
- Alchemilla monticola Opiz — приворотень гірський
- Alchemilla obtusa Buser — приворотень притуплений
- Alchemilla phegophila Juz. — приворотень світлолюбний
- Alchemilla propinqua H.Lindb. ex Juz. — приворотень близький
- Alchemilla pseudincisa Pawł. — приворотень несправжньонадрізаний
- Alchemilla reniformis Buser — приворотень ниркоподібний
- Alchemilla smytniensis Pawł. — приворотень смитнянський
- Alchemilla stevenii Bus. — приворотень Стевена
- Alchemilla subcrenata Bus/ — приворотень напівзарубчастий
- Alchemilla szaferi Pawł. — приворотень Шафера
- Alchemilla tytthantha Juz. — приворотень дрібноквітковий
- Alchemilla turkulensis Pawł. — приворотень туркульський
- Alchemilla vinacea Juz. — приворотень винний
- Alchemilla vulgaris aggr. — приворотень звичайний
- Alchemilla walasii Pawł. — приворотень Валаса
- Alchemilla xanthochlora Rothm. — приворотень жовто-зелений
- Alchemilla zapalowiczii Pawl. — приворотень Запаловича